# Mecenatge
|  | «Mecenes» redirigeix aquí. Si cerqueu el personatge romà, vegeu «Mecenàs». |

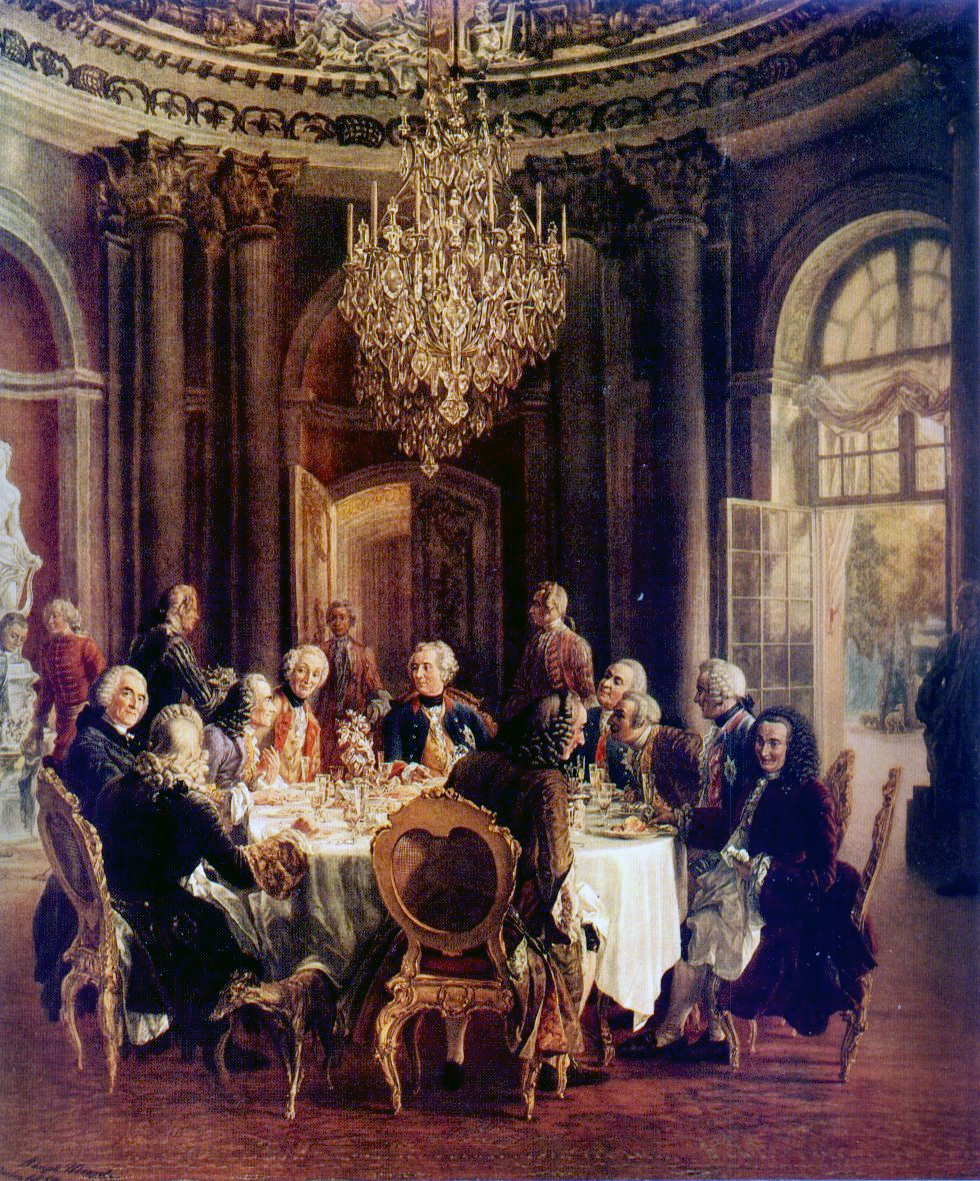
Frederic II de Prússia envoltat dels philosophes que protegia (entre ells, Voltaire). Els dèspotes il·lustrats es preaven de protegir arts i lletres, i promoure el progrés científic.

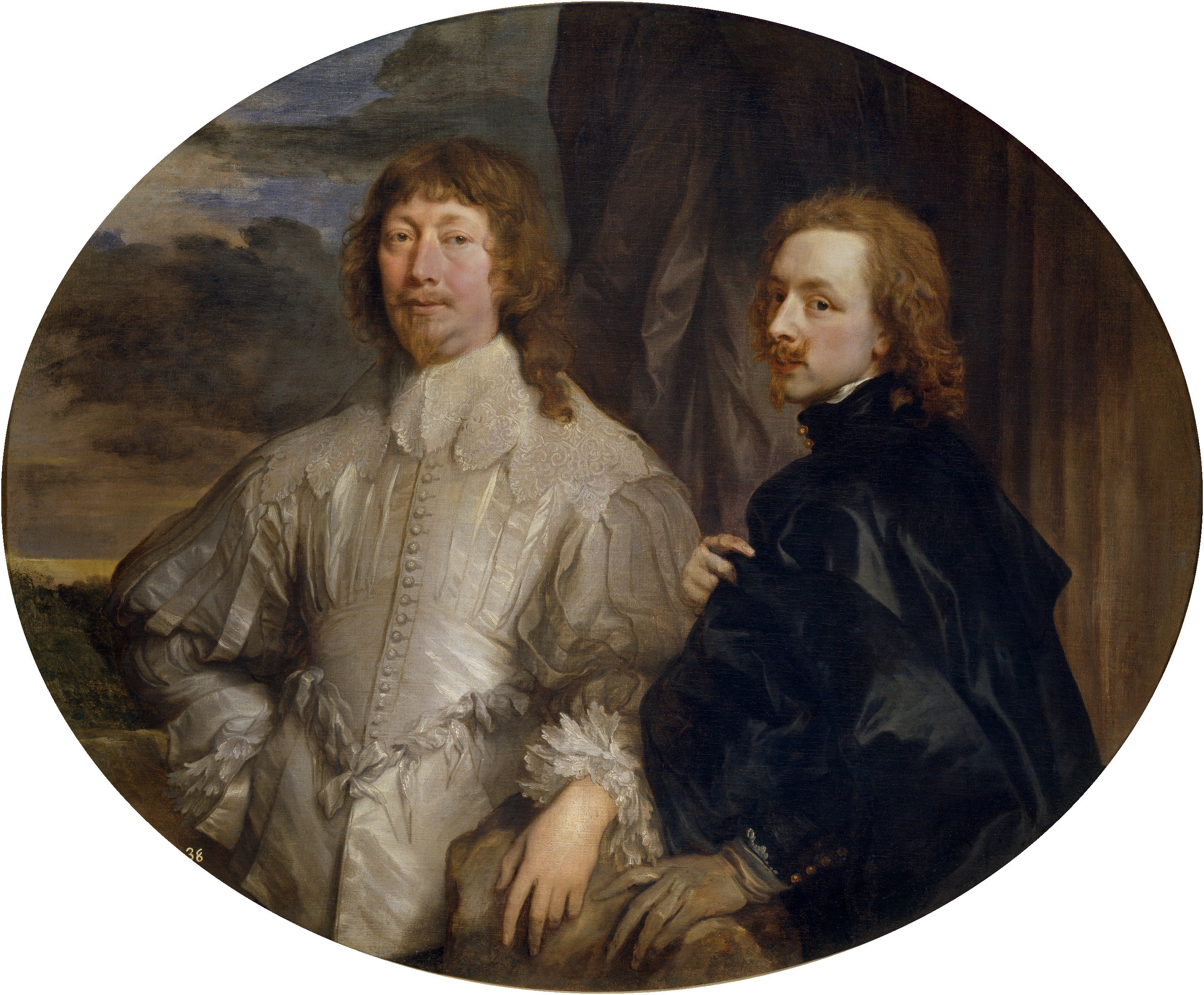
Retrat de Sir Endymion Porter, de Van Dyck. Mecenes i artista es representen junts.

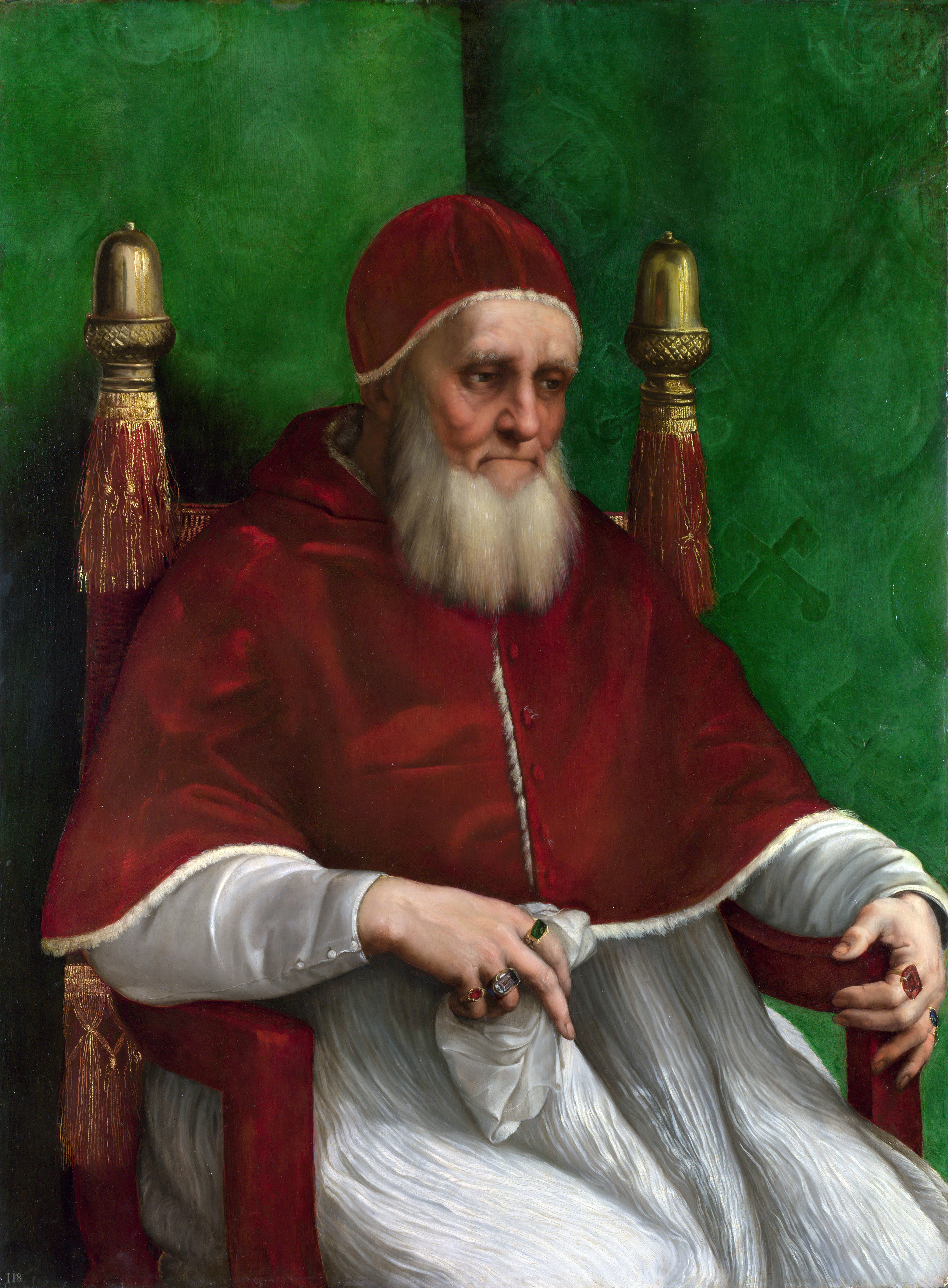
El papa Juli II (aquí retratat per Rafael) va ser un dels principals mecenes del Renaixement, i en gran manera responsable del canvi de la centralitat cultural de Florència a Roma, a on va atreure artistes de la talla de Miquel Àngel, amb el qual va mantenir una tempestuosa relació.

El mecenatge és el patrocini econòmic de la tasca d'una persona o entitat a fi de permetre'ls de desenvolupar la seva obra sense exigir en contrapartida crèdits monetaris immediats.
Una altra accepció podria ser que es tracta d'un suport, bé sigui monetari o en espècie, que una organització deixa per al desenvolupament social, cultural i científic de la societat, així com per a la preservació mediambiental de l'entorn en el qual s'ubica. Les accions de mecenatge ajuden a millorar la reputació de les organitzacions que les realitzen, arribant a convertir-se en una acció de relacions públiques.

## Història
Rep el seu nom del noble romà Gai Cilni Mecenes, conseller de Cèsar August, que va atorgar generosament protecció a artistes contemporanis seus.
Històricament ha representat una forma important de sosteniment de la producció artística, en permetre el desenvolupament d'obres no orientades a la seva circulació mercantil. Durant el Renaixement va ser una pràctica estesa, i famílies com els florentins Medici van proporcionar suport a molts dels artistes més importants del seu temps. En l'actualitat, els mecenatges són realitzats per organitzacions, tant públiques i privades, per a la realització de diversos projectes.
| «                       | Hem passat dels mecenatges dels grans reis egipcis, als emperadors romans, a l'Església, a l'aristocràcia, a la burgesia, passant per l'Estat protector hereu de la Revolució Francesa i la il·lustració. Però com diu el mateix emperador Marc Aureli, les coses desapareixen amb tanta rapidesa que no tenim temps ni de capir-ho. | » |
| — Ricard Planas i Camps | |   |

## Mecenatge a Catalunya
Personatges com Francesc Cambó o Carles Ferrer Salat són tot un referent pel que fa al mecenatge nacional, que ha anat evolucionant molt al llarg dels anys.
Actualment, a Catalunya hi ha diversos models relacionats amb el món del mecenatge. Produccions com el festival Temporada Alta de Girona compten amb el seu propi grup de mecenatge format per empresaris locals, arribant al 20% del pressupost anual. Institucions com el Palau de la Música també confien un percentatge similar del seu pressupost al mecenatge.
El MACBA, al seu torn, segueix un sistema anglosaxó amb el qual la col·lecció depèn d'una fundació, la Fundació MACBA, de caràcter privat. Les institucions públiques paguen l'edifici i els serveis, però no la col·lecció.

### Patrimoni privat a l'abast del públic
- Fundació Vila Casas
- Fundació Suñol
- Fundació Foto Colectania
- Col·lecció Bassar
- Fundació Francisco Gòdia